# Bildnis Rainer Maria Rilke

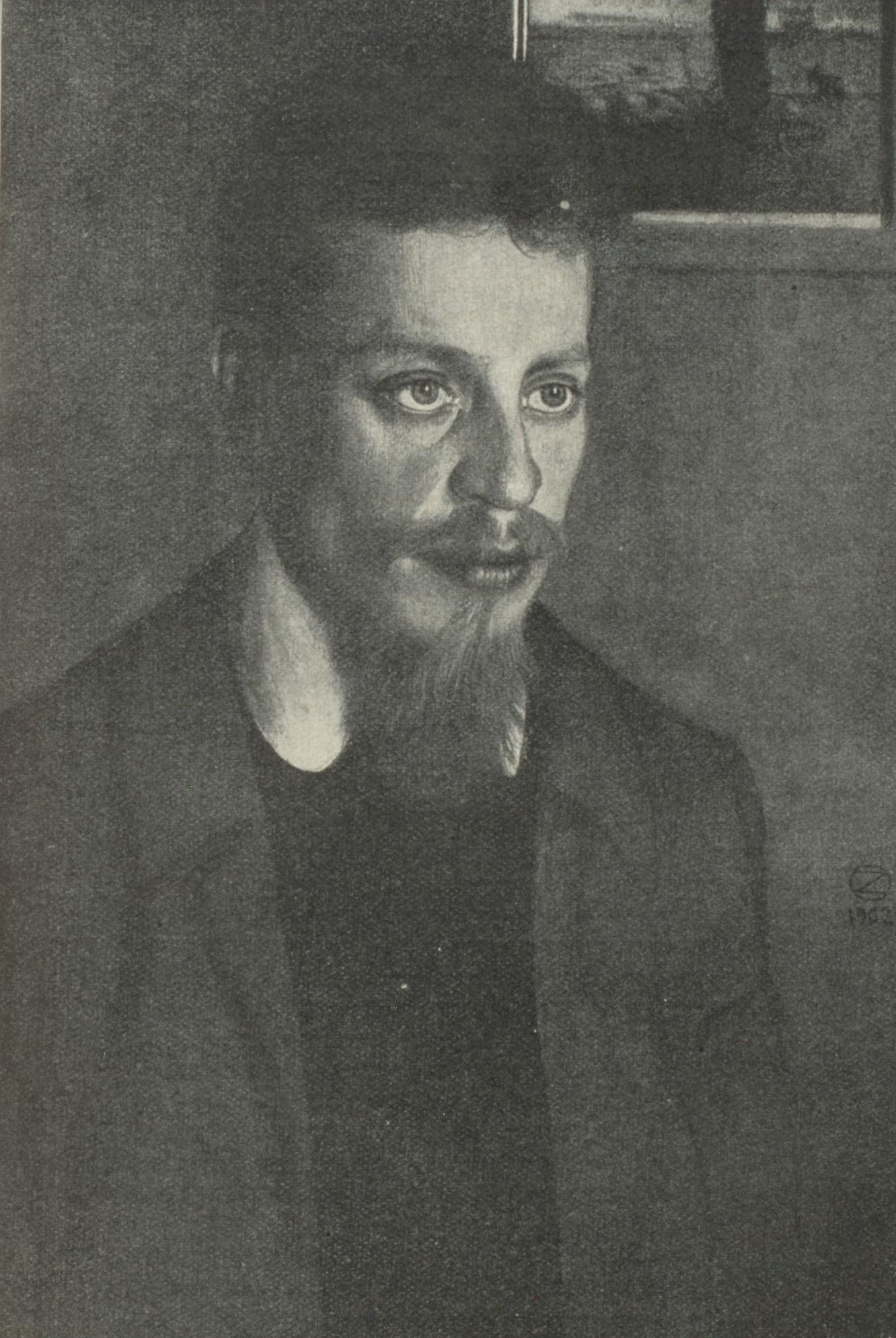
Bildnis Rainer Maria Rilke

Das Bildnis Rainer Maria Rilke ist ein Gemälde von Oskar Zwintscher (1870–1916) von 1902. Es wurde ohne Wissen Rilkes fertiggestellt und verbreitet, wogegen er konsequent vorging. 

## Geschichte

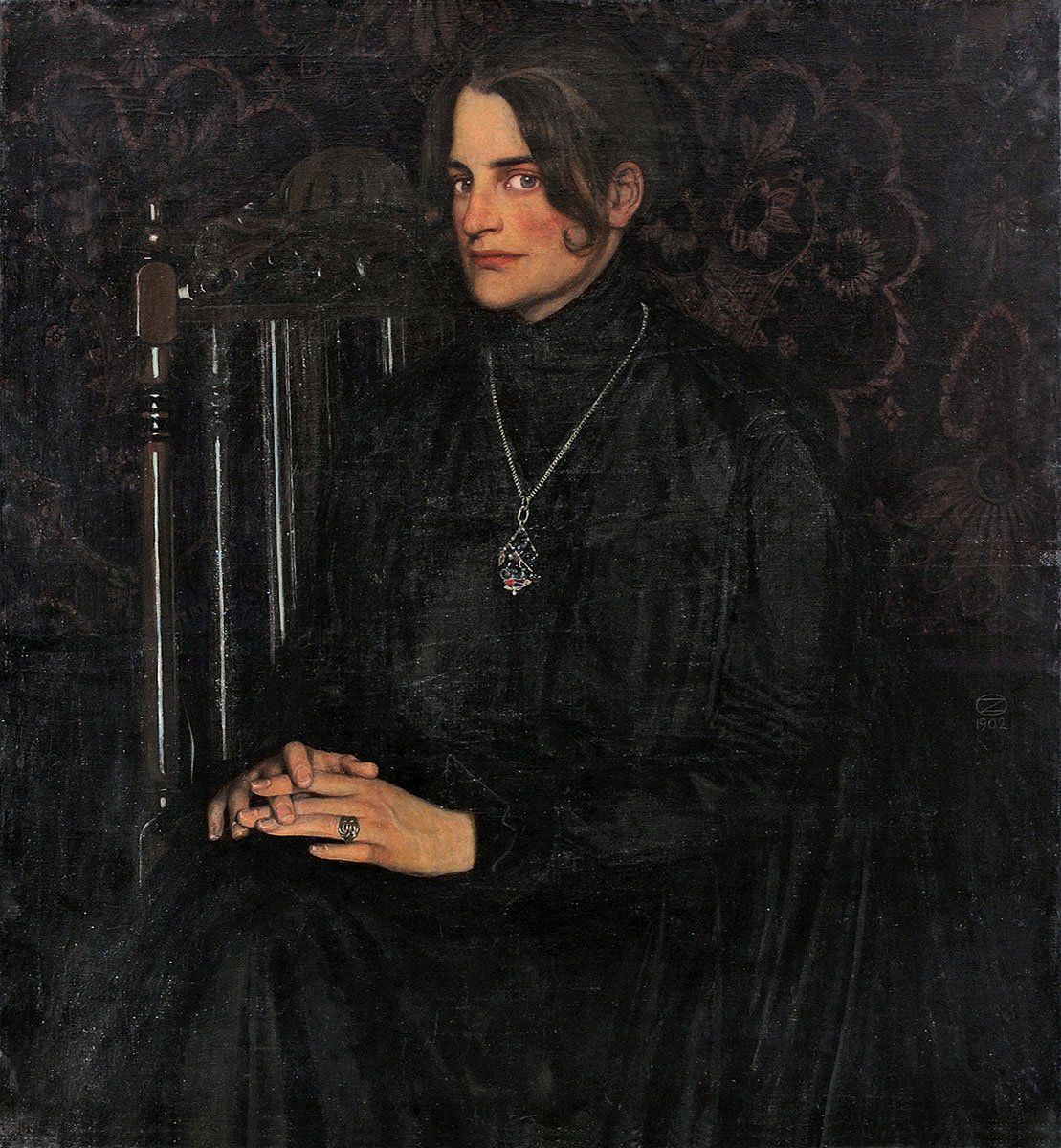
Bildnis Clara Rilke-Westhoff

1901 wandte sich Rainer Maria Rilke (1875–1926) an den Maler Oskar Zwintscher und suchte den Kontakt zu ihm. Für das Frühjahr 1902 lud er ihn nach Worpswede ein, um seine Frau Clara Westhoff zu porträtieren. Dabei ließ er sich selbst auch „vier- oder fünfmal“ zeichnen, allerdings offenbar mit der Verabredung, kein Gemälde danach zu schaffen.
Im Mai 1902 schrieb er an Zwintscher noch begeistert

„Ich habe endlich […] Ihr Selbstporträt gesehen. Das muß ich Ihnen auf alle Fälle sagen, daß es mir einen großen, großen Eindruck gemacht hat. Das ist ein wundervolles Bild. So fein in den Kontrasten, so intim und doch fast dekorativ. Es ist mir das Liebste, was ich bisher von Ihnen gesehen habe. (Wie freue ich mich einmal, bis ich viel mehr kenne, über Ihr Werk zu schreiben!)“

Oskar Zwintscher schuf später, trotz der gegenteiligen Vereinbarung, ein Gemälde von Rilke und zeigte es in Ausstellungen. Als dieser davon erfuhr, war er sehr erbost und versuchte, dagegen vorzugehen. Trotzdem fanden sich auch später noch Reproduktionen davon.
1922 schrieb Rilke an die Gräfin Sizzo – Alexandra von Anhalt (1868–1958), Ehefrau von Sizzo von Schwarzburg –, dass es ihm sehr unangenehm sei, dass sie dieses Porträt gesehen habe.

„als Porträt angesehen, ist es einfach eine Unwahrheit, eine leichtsinnige, widerwärtige Verlogenheit […] meine bestürzte Anfrage ergab den Tatbestand, Zwintscher habe, aus dem Gedächtnis, mein Porträt […] aufgemalt […] Kürzlich erst begann die ‚Insel‘ [=Insel Verlag], die längst beauftragt ist, das Zwintschersche Bild, wo es auftaucht (übrigens auch jedes andere, außer der Büste Fritz Hufs aus dem Museum in Winterthur, die ich noch am ehesten, wo es durchaus sein muß, autorisiere), zu unterdrücken, den Kampf gegen diese Reproduktion.“

Inzwischen ist es kaum noch in Publikationen zu finden. Auch sein Verbleib ist unbekannt.